# Radiotelevizija Crne Gore
Radiotelevizija Crne Gore (crnogorski: Радиотелевизија Црне Горе) nacionalna je televizijska kuća Crne Gore. Ovaj naziv koristi se od 1991. godine, a do tada je bila poznata pod imenom Televizija Titograd (ТВ Титоград). Članica je EBU-a od 2006. godine.
U okviru Radiotelevizije nalaze se tri televizijska kanala: TVCG1, TVCG2 i TVCG Sat, te radijski kanal RCG.
Začecima RTCG smatra se Radio Cetinje, koji je 27. studenog 1944. počeo emitirati u tek oslobođenom Cetinju. Radio Cetinje kasnije postaje Radio Titograd. Emitirao je vijesti i izvještaje s ratišta. S televizijskim emitiranjem počelo se 4. svibnja 1964. godine, kada je u središnjem dnevniku Televizije Beograd emitirana prva reportaža pripremljena u crnogorskoj redakciji.

## Vanjske poveznice
- Mrežna stranica Radiotelevizije Crne Gore